# Grammoechus javanicus
Grammoechus javanicus là một loài bọ cánh cứng trong họ Cerambycidae.